# 詹姆斯·哈格里夫斯

在德國伍珀塔爾博物館的早期工業化的珍妮紡紗機

詹姆斯·哈格里夫斯（英語：James Hargreaves，1720年—1778年4月22日），英国人，珍妮纺纱机的发明者。

## 生平
哈格里夫斯原为英格蘭兰开夏的织工，他在1765年发明珍妮纺纱机（以他的小女儿珍妮命名）。珍妮纺纱机使手摇纺车从一人纺1-2个锭子，增为一人可同时纺8-18个锭子，这主要是因为珍妮纺纱机具有一种特殊机构，替代手工控制喂入粗纱，珍妮纺纱机采用锭子牵伸方法；与走锭细纱机不同之处在于它的锭子不走动，而其粗纱的控制机构则往返移动。它使纺工的劳动生产率大大提高。